# Wereldbeker noordse combinatie 2022/2023
De wereldbeker noordse combinatie 2022/2023 ging van start op 25 november 2022 in het Finse Kuusamo en eindigde op 26 maart 2023 in het Finse Lahti.
De Oostenrijker Johannes Lamparter en de Noorse Gyda Westvold Hansen wonnen dit seizoen de wereldbeker.

## Mannen

### Kalender
| Datum                                                                                     | Plaats      | Detail                     | Eerste                                   | Tweede                                       | Derde                                       |
| ----------------------------------------------------------------------------------------- | ----------- | -------------------------- | ---------------------------------------- | -------------------------------------------- | ------------------------------------------- |
| Ruka Tour                                                                                 |             |                            |                                          |                                              |                                             |
| 25/11/2022                                                                                | Kuusamo     | HS142 + 5 km               | Julian Schmid                            | Ryota Yamamoto                               | Jens Lurås Oftebro                          |
| 26/11/2022                                                                                | Kuusamo     | HS142 + 10 km              | Jarl Magnus Riiber                       | Julian Schmid                                | Jens Lurås Oftebro                          |
| 27/11/2022                                                                                | Kuusamo     | 10 km (massastart) + HS142 | Jarl Magnus Riiber                       | Matteo Baud                                  | Ryota Yamamoto                              |
| 03/12/2022                                                                                | Lillehammer | HS100 + 10 km              | Jens Lurås Oftebro                       | Jarl Magnus Riiber                           | Vinzenz Geiger                              |
| 04/12/2022                                                                                | Lillehammer | HS140 + 10 km              | Jarl Magnus Riiber                       | Jens Lurås Oftebro                           | Vinzenz Geiger                              |
| 16/12/2022                                                                                | Ramsau      | HS98 + 10 km               | Jarl Magnus Riiber                       | Jens Lurås Oftebro                           | Vinzenz Geiger                              |
| 17/12/2022                                                                                | Ramsau      | HS98 + 10 km               | Vinzenz Geiger                           | Johannes Lamparter                           | Jarl Magnus Riiber                          |
| 07/01/2023                                                                                | Otepää      | 10 km (massastart) + HS97  | Johannes Lamparter                       | Ilkka Herola                                 | Thomas Rettenegger                          |
| 08/01/2023                                                                                | Otepää      | HS97 + 10 km               | Julian Schmid                            | Johannes Lamparter                           | Franz-Josef Rehrl                           |
| 21/01/2023                                                                                | Klingenthal | 10 km (massastart) + HS140 | Johannes Lamparter                       | Franz-Josef Rehrl                            | Jarl Magnus Riiber                          |
| 22/01/2023                                                                                | Klingenthal | HS140 + 10 km              | Johannes Lamparter                       | Jarl Magnus Riiber                           | Franz-Josef Rehrl                           |
| 21/01/2023                                                                                | Chaux-Neuve | HS118 + 10 km              | Afgelast                                 | Afgelast                                     | Afgelast                                    |
| 22/01/2023                                                                                | Chaux-Neuve | HS118 + 10 km              | Afgelast                                 | Afgelast                                     | Afgelast                                    |
| Nordic Combined Triple                                                                    |             |                            |                                          |                                              |                                             |
| 27/01/2023                                                                                | Seefeld     | HS109 + 7,5 km             | Jens Lurås Oftebro                       | Johannes Lamparter                           | Julian Schmid                               |
| 28/01/2023                                                                                | Seefeld     | HS109 + 10 km              | Johannes Lamparter                       | Vinzenz Geiger                               | Julian Schmid                               |
| 29/01/2023                                                                                | Seefeld     | HS109 + 12,5 km            | Johannes Lamparter                       | Julian Schmid                                | Jens Lurås Oftebro                          |
| 04/02/2023                                                                                | Oberstdorf  | 10 km (massastart) + HS137 | Johannes Lamparter                       | Jens Lurås Oftebro                           | Franz-Josef Rehrl                           |
| 05/02/2023                                                                                | Oberstdorf  | HS137 + 10 km              | Julian Schmid                            | Jens Lurås Oftebro                           | Franz-Josef Rehrl                           |
| 11/02/2023                                                                                | Schonach    | HS100 + 10 km              | Jens Lurås Oftebro                       | Johannes Lamparter                           | Kristjan Ilves                              |
| 12/02/2023                                                                                | Schonach    | HS100 + 10 km              | Johannes Lamparter                       | Jens Lurås Oftebro                           | Laurent Muhlethaler                         |
| 22 februari tot en met 5 maart: Wereldkampioenschappen noordse combinatie 2023 in Planica |             |                            |                                          |                                              |                                             |
| 05/03/2023                                                                                | Oslo        | HS134 + 10 km              | Jarl Magnus Riiber                       | Julian Schmid                                | Johannes Lamparter                          |
| 06/03/2023                                                                                | Oslo        | HS134 + 10 km              | Jarl Magnus Riiber                       | Vinzenz Geiger                               | Julian Schmid                               |
| 24/03/2023                                                                                | Lahti       | HS130 + 2 × 7,5 km         | Duitsland I Julian Schmid Vinzenz Geiger | Noorwegen I Jørgen Gråbak Jarl Magnus Riiber | Frankrijk I Matteo Baud Laurent Muhlethaler |
| 25/03/2023                                                                                | Lahti       | HS130 + 10 km              | Jarl Magnus Riiber                       | Kristjan Ilves                               | Jens Lurås Oftebro                          |
| 26/03/2023                                                                                | Lahti       | HS130 + 10 km              | Jarl Magnus Riiber                       | Jens Lurås Oftebro                           | Kristjan Ilves                              |

### Eindstand
| #  | Atleet              | Land | Punten |
| -- | ------------------- | ---- | ------ |
| 1  | Johannes Lamparter  | AUT  | 1367   |
| 2  | Jens Lurås Oftebro  | NOR  | 1313   |
| 3  | Julian Schmid       | GER  | 1217   |
| 4  | Jarl Magnus Riiber  | NOR  | 1123   |
| 5  | Kristjan Ilves      | EST  | 753    |
| 6  | Franz-Josef Rehrl   | AUT  | 704    |
| 7  | Vinzenz Geiger      | GER  | 693    |
| 8  | Laurent Muhlethaler | FRA  | 592    |
| 9  | Ilkka Herola        | FIN  | 583    |
| 10 | Manuel Faißt        | GER  | 548    |

## Vrouwen

### Kalender
| Datum                                                                                     | Plaats      | Detail                  | Eerste               | Tweede              | Derde               |
| ----------------------------------------------------------------------------------------- | ----------- | ----------------------- | -------------------- | ------------------- | ------------------- |
| 02/12/2022                                                                                | Lillehammer | HS100 + 5 km            | Gyda Westvold Hansen | Annika Sieff        | Nathalie Armbruster |
| 03/12/2022                                                                                | Lillehammer | HS100 + 5 km            | Gyda Westvold Hansen | Ida Marie Hagen     | Lisa Hirner         |
| 16/12/2022                                                                                | Ramsau      | HS98 + 5 km             | Gyda Westvold Hansen | Lisa Hirner         | Nathalie Armbruster |
| 17/12/2022                                                                                | Ramsau      | HS98 + 5 km             | Gyda Westvold Hansen | Annika Sieff        | Nathalie Armbruster |
| 07/01/2023                                                                                | Otepää      | 5 km massastart + HS97  | Afgelast             | Afgelast            | Afgelast            |
| 08/01/2023                                                                                | Otepää      | HS97 + 5 km             | Gyda Westvold Hansen | Nathalie Armbruster | Lisa Hirner         |
| 27/01/2023                                                                                | Seefeld     | 5 km massastart + HS109 | Gyda Westvold Hansen | Nathalie Armbruster | Ida Marie Hagen     |
| 28/01/2023                                                                                | Seefeld     | HS109 + 5 km            | Gyda Westvold Hansen | Annika Sieff        | Nathalie Armbruster |
| 11/02/2023                                                                                | Schonach    | HS100 + 5 km            | Gyda Westvold Hansen | Jenny Nowak         | Yuna Kasai          |
| 12/02/2023                                                                                | Schonach    | HS100 + 5 km            | Gyda Westvold Hansen | Ida Marie Hagen     | Nathalie Armbruster |
| 22 februari tot en met 5 maart: Wereldkampioenschappen noordse combinatie 2023 in Planica |             |                         |                      |                     |                     |
| 09/03/2023                                                                                | Oslo        | HS106 + 5 km            | Gyda Westvold Hansen | Ida Marie Hagen     | Anju Nakamura       |

### Eindstand
| #  | Atleet               | Land | Punten |
| -- | -------------------- | ---- | ------ |
| 1  | Gyda Westvold Hansen | NOR  | 1000   |
| 2  | Nathalie Armbruster  | GER  | 589    |
| 3  | Ida Marie Hagen      | NOR  | 542    |
| 4  | Annika Sieff         | ITA  | 541    |
| 5  | Lisa Hirner          | AUT  | 454    |
| 6  | Yuna Kasai           | JPN  | 398    |
| 7  | Haruka Kasai         | JPN  | 330    |
| 8  | Jenny Nowak          | GER  | 325    |
| 9  | Anju Nakamura        | JPN  | 269    |
| 10 | Lena Brocard         | FRA  | 239    |

## Gemengd

### Kalender
| Datum      | Plaats | Detail                   | Eerste                                                                          | Tweede                                                               | Derde                                                                    |
| ---------- | ------ | ------------------------ | ------------------------------------------------------------------------------- | -------------------------------------------------------------------- | ------------------------------------------------------------------------ |
| 06/01/2023 | Otepää | HS97 + 2×5 km + 2×2,5 km | Noorwegen Jens Lurås Oftebro Ida Marie Hagen Gyda Westvold Hansen Jørgen Gråbak | Duitsland Manuel Faißt Jenny Nowak Nathalie Armbruster Julian Schmid | Oostenrijk Franz-Josef Rehrl Lisa Hirner Annalena Slamik Lukas Greiderer |